# 鈴木まりこ
鈴木 まりこ（すずき まりこ、1984年6月21日 - ）は、日本の女優。
群馬県渋川市出身。ワーサル所属。
日本映画学校校俳優科18期（現・日本映画大学）卒業。同年、北区つかこうへい劇団13期研修所を卒業。トム・プロジェクトファミリーシアター『だいだいの空』で菊子役を演じる。

## 出演

### テレビ
2004年
- NHK BS　ガラスの仮面 ファンの中学生役

2009年
- TBS　BUNGO -日本文学シネマ グッド・バイ 女学生役
- 読売テレビ　傍聴マニア09 裁判長ここは懲役4年でどうすか 　最終話の書記官役、傍聴人役
- テレビ東京　怨み屋本舗REBOOT OL役、看護婦役

2014年
- 日本テレビ　Dr.ナースエイド　看護士役

2015年
- 読売テレビ　* 恋愛時代 ジム会員役

### 映画
2002年
- かまち（監督：望月六朗）予備校生役

2003年
- あたしとくまちゃん（監督：細野辰興）主役-波子役

2006年
- 春（監督：富岡忠文）主役-アキ役

2009年
- ふりゆく（武蔵野美術大学卒業制作）主役
- あじさい（名もなき制作団体）田舎の女子高生役

2010年
- 鶴園家のめまい（監督：熊切和嘉） 鶴園美亜役
- 蜘蛛と拳銃（監督：本田隆一） 増岡理紗子役
- サルベージ（監督：亀井亨） リン役

2011年
- アンダーウェア・アフェア （監督：岨手由貴子）

2012年
- 黄金を抱いて飛べ （監督：井筒和幸）OL役

2015年
- リアル鬼ごっこ （監督：園子温）

2017年
- アンチポルノ　(監督:園子温)

### Vシネマ
2007年
- 炭焼喰人ミスジ（監修:奧渉）椎名美由紀役

### CM
2014年
- グリコ乳業「プッチンプリン」商店街篇
- 日清「カップヌードル」壁ドン篇

2015年
- earth music＆ecology アースミュージック＆エコロジー2015秋「合唱」篇

### PV
- 映画「みんな!エスパーだよ!」挿入歌「LOVE ME TENGA 」（監督:マキタスポーツ）

### 舞台
2004年
- 落語芝居「子別れ」（演出：大谷美智浩） 亀吉役
- 超訳「ロミオ＆ジュリエット」（演出：楠美津香） ジュリエット役

2006年
- 北区つかこうへい劇団13期卒業公演「売春捜査官」木村伝兵衛役
- 日本映画学校18期卒業公演「夜を賭けて」（演出：山本隆世） 初子役
- 月蝕歌劇団「静かなるドン」（演出：高取英） 猪首役

2008年
- かやくごはん「ぶつける。」（演出：花村宗冶, 風間竜一） 槙野純子役

2010年
- トム・プロジェクトプロデュースえまお一人芝居「シネマに×××」（演出：中津留章仁） 声の出演

2011年
- tpt80「袴垂れはどこだ」（演出：千葉哲也）

2012年
- 「秋葉原女子学生会館」（演出：岡本貴也） 新井春花役
- トム・プロジェクトファミリーシアター「だいだいの空」（演出:橋本二郎） 菊子役

2013年
- 立体再生ロロネッツ「おやすみタンロンズ」（演出：牧島敦） 遠山民子役
- トム・プロジェクトファミリーシアター「だいだいの空」（演出：橋本二郎） 菊子役
- トム・プロジェクトプロデュース「裏小路」（演出：中津留章仁） 声の出演

2014年
- 架空畳「血と暴力の星」（演出：小野寺邦彦） 種子役
- トム・プロジェクトファミリーシアター「だいだいの空」（演出:橋本二郎） 菊子役

2015年
- トム・プロジェクトファミリーシアター「だいだいの空」 （演出：橋本二郎） 菊子役
- 疎開サロン「三文オペラ」（演出:田丸一宏） ヴィクセン役